# Chemin de fer hippomobile

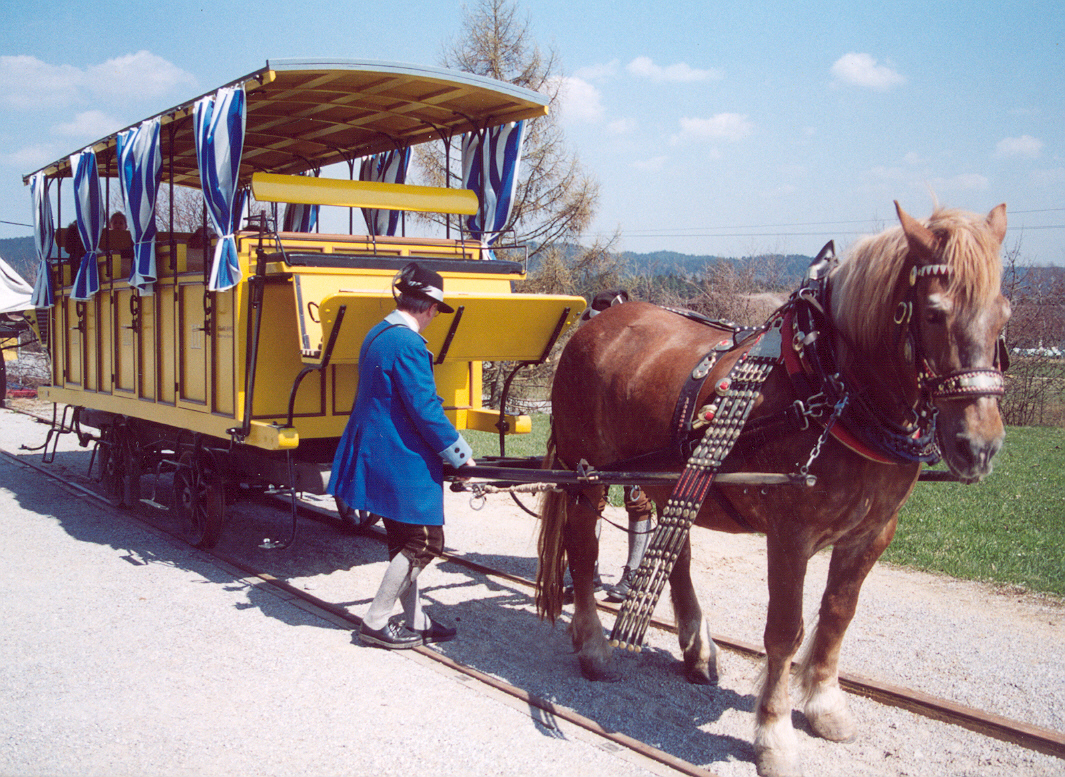
Reconstitution d'un chemin de fer hippomobile en Autriche.

Le chemin de fer hippomobile est un type de chemin de fer sur lesquels les wagons étaient tractés par un ou des chevaux.
Les chemins de fer hippomobiles ont été utilisés au début des chemins de fer. Le Surrey Iron Railway, premier chemin de fer public au monde, était à traction hippomobile. De même, pour les deux premières lignes sur le continent européen : la ligne de Saint-Étienne à Andrézieux (de juin 1827 à 1845) et la ligne Budweis-Linz-Gmunden (de 1827 à 1857).
Un chemin de fer hippomobile est en activité sur une des îles de la Frise-Orientale, Spiekeroog (Allemagne).